# أنطونيو نيرا
أنطونيو سانشيز دي نيرا كاسترو (16 مارس 1884 - غير معروف) كان لاعب كرة قدم إسباني لعب كمهاجم لنادي مدريد إف سي ونادي إسبانيول دي مدريد، وRCD إسبانيول.  كان أحد أهم لاعبي كرة القدم في بدايات نادي مدريد لكرة القدم للهواة، حيث كان أحد المهندسين الرئيسيين لارتفاع الفريق إلى الهيمنة الوطنية في القرن العشرين. كان أحد أعضاء مجلس إدارة نادي مدريد لكرة القدم الأول الذي ترأسه خوان بادروس في تأسيس النادي رسميًا في 6 مارس 1902. 
أنطونيو هداف متميز ومراوغ ماهر. وصل إلى نهائي كأس ملك إسبانيا عدة مرات مع ثلاثة أندية مختلفة، ليصبح على مر السنين أحد لاعبي كرة القدم الذين أضافوا أكبر عدد من المشاركات في النهائيات، لكنه فاز بواحدة فقط. على الرغم من كونه لاعب كرة قدم متميزًا، وهي الرياضة التي يدين لها بمسيرته المهنية، إلا أنه كان أيضًا رياضيًا متميزًا أدى أيضًا في أشكال أخرى مثل البيسبول وركوب الدراجات والسباحة والجمباز ورمي القرص وغيرها، حتى أنه شارك في بطولة ألعاب القوى الإسبانية. 
كان شقيقه بيدرو سانشيز دي نيرا كاسترو، وهي أحد مؤسسي وأول رئيس للاتحاد الإسباني لكرة القدم في عام 1909 وكذلك أول رئيس للاتحاد الإسباني للدراجات في عام 1896. 

## السيرة الذاتية
وُلِد نيرا في هافانا (القيادة العامة لكوبا) لأن والده العقيد في سلاح الفرسان دون أنطونيو سانشيز دي نيرا روميرو كان متمركزًا هناك عندما كانت البلاد تحت سيادة الإمبراطورية الإسبانية. انتقلوا إلى مدريد عندما كان لا يزال صغيرا. وفي مدريد كان عضوًا في نادي سكاي لكرة القدم، وهو أول نادي موجود في العاصمة. ومع ذلك في عام 1900 تسبب صراع جديد بين أعضاء سكاي فوتبول في دفع بعضهم إلى المغادرة (بما في ذلك نيرا) وإنشاء نادي جديد وهو نادي مدريد لكرة القدم. المعروف حاليًا باسم ريال مدريد CF، مع إنشاء النادي رسميًا في 6 مارس 1902 في الغرفة الخلفية من أل كابريتشو. كان نيرا حاضرًا في ذلك اليوم وأصبح عضوًا في أول مجلس إدارة لنادي مدريد لكرة القدم برئاسة خوان بادروس. 
ثم أصبح أحد أوائل لاعبي كرة القدم في نادي مدريد لكرة القدم الذي تم تشكيله حديثًا في سن 18 عامًا فقط. حيث لعب كمهاجم.  كان جزءًا من فريق مدريد التاريخي الذي لعب في أول بطولة كأس ملك إسبانيا على الإطلاق عام 1903 إلى جانب بيدرو باراجيس وفيديريكو ريفويلتو والإخوة جيرالت ( ماريو وخوسيه وأرماندو )، وكان هو من سجل هدف الافتتاح في المباراة النهائية على الرغم من خسارتهم 2-3 أمام نادي أتليتيك بيلباو. 
على الرغم من بعض الخطوات الأولى المشجعة في النادي الأبيض فمن المحتمل أن حقيقة خسارة نهائي كأس 1903 هي التي تسببت في حالة من التوتر داخل الكيان مما أدى إلى رحيل العديد من أعضائه المؤسسين بما في ذلك هو وأرماندو جيرالت، وأيضًا التخلي عن نادي مدريد لكرة القدم في أكتوبر 1903 لإعادة تأسيس نادي إسبانيول مدريد (كان النادي قد تأسس بالفعل في عام 1901، لكنه انهار في صيف عام 1903) والذي تم تعيينه قائدًا له.  كان من الشائع في ذلك الوقت أن يترك اللاعبون فرقهم للانضمام إلى فرق أخرى أو العثور على فرق أخرى بسبب النمو المتشتت والمربك لكرة القدم، في الواقع سار بعض المغادرين الآخرين. فاز نادي إسبانيول مدريد ببطولة سنترو الثانية لتأسيس نادي مونكلوا لكرة القدم تحت قيادة نيرا في عامي 1903 و1904. وبالتالي أصبح ثاني بطل إقليمي في إسبانيا بعد نادي موديرنو لكرة القدم الذي فاز بالنسخة الافتتاحية في عام 1903. لم يتمكن نادي إسبانيول مدريد من المشاركة في النهائي في بطولة كأس ملك إسبانيا عام 1904، وبالتالي تم إعلان أثلتيك فائزًا مرة أخرى. 
نيرا ظل مخلصًا لنادي إسبانيول مدريد لمدة ثلاث سنوات حتى عام 1906. عندما رأى أن "المدريديستا" -وهو اللقب الذي سيظهر بعد سنوات- هم من بدأوا في تحقيق نمو ملحوظ على المستويين المؤسسي والرياضي، لذلك عاد إلى النادي الذي تركه في عام 1903، وشارك في حملات مدريد للفوز بكأس ملك إسبانيا عامي 1907 و1908، وغاب عن نهائي البطولة الأولى، لكنه عوض نفسه بكونه هداف البطولة في عام 1908 بفضل هدفه في نهائي عام 1908 ضد فيجو سبورتينغ، والذي انتهى بفوز 2-1. 
عاد نيرا إلى إسبانيول في عام 1908، وغادر من هناك إلى نهائي كأس ملك إسبانيا مرتين متتاليتين في عامي 1909 و1910، وهما النهائي الثالث والرابع على التوالي لنيرا، ولكن على عكس مدريد انتهت كلتا المباراتين النهائيتين بالخسارة. الأولى كانت أمام نادي سيكليستا في نهائي عام 1909، والثانية أمام نادي برشلونة في نهائي عام 1910 (FEF)، واللافت للنظر أنه خسر الثانية بطريقة مماثلة لعام 1903، حيث كان متقدمًا 2-0 في الشوط الأول لينتهي به الأمر على الجانب الخاسر 2-3.  ثم وصل نيرا إلى النهائي الخامس على التوالي، وكانت هذه المرة مع نادي إسبانيول. ومثلما حدث في عام 1903 خسر أمام نادي أتليتيك بيلباو على الرغم من تسجيله هدفًا في خسارة 1-3.  وفي هذا النادي انقطعت أخبار نشاطه الرياضي، مما أوحى بأنه تقاعد بعد ذلك بفترة وجيزة.

## الأوسمة
إسبانيول مدريد
- بطولة المركز الإقليمي
  - المركز الأول في بطولة مدريد 1904
- كأس الملك
  - المتسابق الثاني في كأس ملك إسبانيا 1904 و1909 و1910

ريال مدريد
- بطولة المركز الإقليمي
  - المركز الأول في بطولة 1906–07 و1907–08
- كأس الملك
  - المركز الأول في كأس ملك إسبانيا 1907 و1908
  - المتسابق الثاني في كأس ملك إسبانيا 1903

إسبانيول
- كأس ملك إسبانيا
  - المتسابق الثاني في كأس ملك إسبانيا 1911